# Edshult, Hulskog, Lida och Bäck
Edshult, Hulskog, Lida och Bäck är fyra byar i Hemsjö socken som bildar en småort i Alingsås kommun.